# Koncert andělů
Koncert andělů je obraz, jehož autorem je řecký malíř Doménikos Theotokópulos známý jako El Greco (Řek) (kolem 1541–1614). Byl to malíř, sochař a architekt řeckého původu. Je hlavním představitelem španělského manýrismu a pozdní renesance. V jeho obrazech se jedinečným způsobem spojuje přísný byzantský styl s italskou renesanční malbou a také s náboženským cítěním středověkého Španělska. Spirituálního a mystického charakteru obrazů dosahuje nápadným protažením figur a nápadnými, nelomenými barvami. Deformuje postavu, která ztrácí své rozměry pod rozměrnými hávy. Tento obraz, Koncert andělů, byl určen pro kapli nemocnice Tavera. Svým uměním na tomto obraze El Greco dokázal popřít zákon zemské tíže, a výjev se proměňuje ve snovou vidinu. Byzantsky prodloužené postavy jsou zobrazeny v jakémsi barokním vzrušení, jsou naplněné vlastním světlem. Malíř zobrazil nebeský sbor andělů, někteří z nich jsou obráceni zády k divákovi. Církevní cenzuře se jeho obrazy příliš nelíbily. Kvůli obrazu Kristus roucha zbavován mu dokonce hrozili vězením. Katolická církev považovala jeho obrazy za neuctivé. Když byl El Greco v Toledu, povolal ho král Filip II., který miloval obrazy a sbíral je, aby mu maloval obrazy pro jeho Escorial. Tak si Svatá inkvizice na El Greca jako na králova chráněnce už netroufala. Obraz Kristus roucha zbavován tak byl beze změny instalován v klášterním kostele San Domingo el Antiguo. Světla a stíny na malbě netvoří protiklad, ale jsou společným výrazem snového vidění, obsahem díla je hluboké citové vytržení. Postavy andělů jsou zobrazeny s patetickými gesty a s expresivní barevností. Jeho červené, modré, žluté a zelené plochy žhnou na tmavém pozadí jako plameny. El Greco se k stále vrací ke svým oblíbeným tématům, stupňuje na svých obrazech dojem nadskutečna. Byl to ryzí idealista, jeho umění bylo vrcholem evropského proudu, usilujícího nahradit renesanční ideály přirozené pravdy a krásy spiritualistickou orientací lidského ducha.